# Kallimachos z Kyrény
Kallimachos z Kyrény (Καλλίμαχος; asi 305 př. n. l. – asi 240 př. n. l.) byl dvorní básník Ptolemaiovců. Byl pověřen katalogizací alexandrijské knihovny, což znamenalo, že byl de facto jejím ředitelem.
Narodil se na severu dnešní Libye. Studoval filozofii v Athénách a pak se usadil v Alexandrii. Zde nejprve pracoval jako učitel a později se stal chráněncem Ptolemaia II. Filadelfa, což mu vyneslo prestižní post vládce Alexandrijské knihovny, nejprestižnější instituce helénistického světa. Sestavil její systematický katalog, první v dějinách. Byl prvním, kdo rozdělil knihovní fond na poezii a prózu (což tehdy znamenalo hlavně vědecké texty). Autoři v katalogu byli řazeni abecedně, u každého byly stručné životopisné údaje a jejich bibliografie. Proto je Kallimachos také někdy považován za zakladatele literární vědy.
Jeho básně byly formálně dokonalé a krátké. Zachovalo se několik 63 epigramů, šest hymnů na oslavu bohů a panovníka a fragmenty ze sbírek Aitia (Původy) a Hekalé. Aitia obsahuje elegie o původu řeckých zvyků. Odmítl žánr eposu a založil žánr nový, tzv. epyllium. Napsal také několik lexikografických, historických, mytografických, etnografických a geografických děl. Byl také autorem Soupis obdivu z celého světa podle měst (Thaumatón tón eis hapasan tén gén kata topus ontón syngrafé). Kallimachos měl velký vliv na římskou poezii.